# Verbesina caymanensis
Verbesina caymanensis là một loài thực vật có hoa trong họ Cúc. Loài này được Proctor miêu tả khoa học đầu tiên năm 1977.